# August Winding
August Winding (né à Tårs dans l'île de Lolland le 24 mars 1835 – mort à Copenhague le 16 juin 1899) est un compositeur et pianiste danois de l’époque romantique.

## Biographie
August Winding naît à Tårs sur l'île de Lolland. Son père est pasteur et pianiste et sera le premier maître de musique de son fils. Les trois frères d’August Winding sont également excellents musiciens, en particulier son frère Peter Buonaventura, dont diverses œuvres furent publiées malgré son décès prématuré à l'age de seize ans. À douze ans, les parents d’August  l’envoient à Copenhague parfaire son éducation musicale. Il y est accueilli chez le compositeur  Johan Peter Emilius Hartmann. August Winding suit alors à Copenhague les cours de piano de Carl Reinecke, et après le départ de celui-ci en 1848 pour Paris, ceux d’Anton Rée (1815-1891), lequel avait en son temps connu Frédéric Chopin. En théorie et composition, il est formé par le compositeur Niels Gade,. En 1856, il approfondit ses études à Leipzig, et puis suit les cours d’ Alexander Dreyschock à Prague. Ce dernier qualifie Winding de «son meilleur élève à ce jour». 
En 1869, il reçoit la bourse Ancker qui lui permet de voyager à Berlin, Leipzig, Vienne et Rome, où il rencontre Franz Liszt avec son ami Edvard Grieg. 
August Winding se fait rapidement connaître comme le pianiste le plus éminent de sa génération au Danemark, tout en jouant aussi dans de nombreux autres pays d'Europe. Il est apprécié pour ses interprétations de la musique de Beethoven et Mozart. Sa «carte de visite» est le Concerto pour piano nº 4 de Beethoven. Il écrit des cadences pour plusieurs concertos de Mozart et Beethoven.
En 1864, il épouse Clara Frederike Hartmann (1839-1925), une fille de Johan Peter Emilius Hartmann, laquelle a laissé aussi quelques compositions (Niels Gade étant marié à Sophie Hartmann, une autre de ses filles). En 1867, Winding est nommé professeur de piano au Conservatoire Royal danois de musique à Copenhague,, sans cesser pour autant de donner des cours privés.
En 1867, des crampes au bras par suite de surmenage le forcent à prendre provisoirement sa retraite en tant qu'interprète. Il se consacre désormais à la composition, et écrit une œuvre abondante pour piano, mais également des mélodies, de la musique de chambre et de la musique symphonique et concertante. En parallèle, il poursuit son activité pédagogique au Conservatoire, où il succède à Niels W. Gade en tant que directeur. Entre 1888 et sa mort, il reprend son activité concertante.
August et Clara Winding sont des amis très proches d'Edvard Grieg et de sa femme Nina.
August Winding meurt en 1899, âgé de 64 ans, d’une angine. Sa musique a été pendant de nombreuses années pratiquement oubliée, mis à part quelques hymnes, mais une nouvelle attention est actuellement prêtée à celle-ci.
August et Clara Winding ont un fils Paul, violoniste (1877-1966), et une fille Ingeborg (épouse Lassen, 1871-1908), artiste-peintre, dont les deux fils Mogens Lassen (1901-1987) et Flemming Lassen (1902-1984) seront des architectes modernistes renommés.

## Œuvres
- Orchestre
  - Ouverture nordique, Op. 7 (Ouverture til en Sørgespil, 1864, dédiée à Edvard Grieg)
  - Ouverture de concert (publiée en 1885), Op. 14
  - Première Symphonie (1858-59)
  - Seconde Symphonie, en do mineur, Op. 39, dédiée à Emil Hartmann
  - Ballet Fjeldstuen (Le chalet de la montagne, où vingt ans, 1859, sur chorégraphie de Auguste Bournonville,  coécrit avec son beau-frère Emil Hartmann). 
    - "Sæterpigernes Dands om det nydødbte Barn"
    - "Huldredands"
    - "Springdands"
- Musique concertante
  - Concerto pour violon et orchestre en la majeur, Op. 11 (1886, créé par Wilhelmine Neruda)
  - Concerto pour piano et orchestre en la mineur, Op. 16
  - Concert Allegro en do mineur, Op. 29, pour piano et orchestre
- Musique de chambre
  - Première Sonate pour violon et piano en sol mineur, Op. 5
  - Sonate pour violoncelle et piano, Op. 10 (1854, manuscrit, dédiée à J.P.E. Hartmann)
  - Quatuor avec piano, Op. 17 (créé au Gewandhaus de Leipzig)
  - Trois pièces de fantaisie, Op. 19, pour clarinette (ou violon) et piano
  - Quintette à cordes en ré majeur, Op. 23 (deux violons, deux altos, violoncelle)[1]
  - Seconde Sonate pour violon et piano, Op. 35
  - Elegi pour violon (ou hautbois) et piano, Op. 41
  - Aftensstemning pour violon et orgue ou piano  Op. 47 b
  - Miniature Suite pour violon et piano
  - Trois Canzonetta pour violon et piano
- Piano
  - Tre Fantasistykker, Op. 1
  - Landlige Scener: Skizzer for Piano (sept pièces), Op. 9
  - Studier og Stemninger (six pièces), Op. 10
  - Allegro, Romance, Finale pour piano, Op. 13
  - Genrebilleder (douze pièces dédiées à Franz Neruda), Op. 15
  - Ti Klaverstykker i Etudeform, Op. 18
  - Sommerminder (Aus der Ferienzeit, sept pièces),  Op. 22
  - Fem Klaverstykker i Etudeform, Op. 24
  - Tonebilleder (Quatre Pièces), Op. 2525
  - Préludes dans toutes les tonalités, Op. 26 (dédiés à Isidor Seiss)[5]:
    - 1. en do majeur: Poco Adagio, maestoso e con nobilità
    - 2. en la mineur: Allegro agitato ed affetuoso
    - 3. en fa majeur: Comodo
    - 4. en ré mineur: Allegro risoluto e energico
    - 5. en si bémol majeur: Allegro non troppo. Giocoso, con allegrezza
    - 6. en sol mineur: Moderato con fierezza
    - 7. en mi bémol majeur: Andante innocente e tenero
    - 8. en do mineur: Presto impetuoso
    - 9. en la bémol majeur: Allegro non troppo con dolcezza
    - 10. en fa mineur: Allegro moderato, poco agitato
    - 11. en ré bémol majeur: Con moto. Soave e con grazia
    - 12. en si bémol mineur: Andantino quasi Allegretto, Grave e mesto
    - 13. en sol bémol majeur: Allegro vivace con calore e molt’ animato
    - 14. en mi bémol mineur: Presto furioso e con strepito
    - 15. en si majeur: Allegretto tranquillo e dolce
    - 16.en sol dièse mineur: Allegretto dolente e malinconico
    - 17. en mi majeur: Moderato grazioso e con tenerezza
    - 18. en do dièse mineur: Allegro energico e molt’ appassionato
    - 19. en la majeur: Allegretto dolce e piacevole
    - 20. en fa dièse mineur: Andantino con duolo
    - 21. en ré majeur: Allegro con vivacità ed anima
    - 22. en si mineur: Adagio grave e lugubre
    - 23. en sol majeur: Allegro molto con gran vivacità
    - 24. en mi mineur: Andante sostenuto, quasi una fantasia
    - 25. Postludium en do majeur: Poco Adagio, maestoso e con nobilità.

  - Trois Morceaux pour la main gauche (Capriccio, Canzonetta, Finale), Op. 27
  - Kontraster (13 pièces), Op. 28
  - Sange ved Klaveret, Op. 30 (chansons pour le piano, dédiés à Théodor Kirchner)
  - Fire Pianofortestudier, Op. 31
  - Fra Unge Dage, Dandse, Marscher og Karakterstykker, pour piano à quatre mains, Op. 32, dédiées à Christian Barnekow
  - Albumsblade (3 pièces dédiées à Bodil Neergaard, née Hartmann), Op. 33
  - Trois Morceaux (Toccata, Notturno, Etude), Op. 34
  - Fire Etuder, Op. 36
  - Idyller og Legender, Op. 37
  - Danserytmer i forskellig Stil (Nordisk Folkedans, Laendler, Valse, Giga), Op. 38
  - Rejsebiller (huit pièces pour piano), Op.39
  - Minore e Maggiore (Six Pièces dédiées à Godfred Matthison-Hansen), Op. 40
  - Aus de ersten Heimat, Op. 44
  - Aus Nah und Fern, Op. 45
  - Albumblätter, Op. 46
  - Aftenstemning, Op. 47 b
  - Klaverstykker i Etudeform, Op. 48
  - Huit Etudes, Op. 51
  - Aus der Kinderwelt, Quatorze Pièces pour petites mains, Op  51
  - Toccata, Op. 43
  - Quatre Etudes, Op. 60
  - Humoreske (Den Vægelsindede)
  - XXV Danske Folkeviser pour piano à quatre mains
  - Cadence pour le Concerto pour piano nº 21 en do majeur de Mozart
  - Cadence pour le Concerto pour piano n° 23 en la majeur de Mozart
  - Cadence pour le Concerto pour piano n° 26 en ré majeur de Mozart
  - Cadence pour le Concerto pour piano nº 3 en do mineur de Beethoven
  - Transcription de dix chorals de Johann Sebastian Bach[6]
  - Réduction pour le piano de la cantate Baldurs drøm  de Niels Gade [7]
- Airs et hymnes divers
- Multiples Lieder (Op. 2, 3, 4, 8, 14, 47 a et 50…), et pièces chorales avec orchestre (Op. 12)
- Diverses autres pièces pour piano (deux et quatre mains) (Frühlingsstimmung, Albumsblatt en mi mineur, Sonate facile et instructive, Valse-Impromptu, Ellen-Vals, Valse charactéristique, Romance et Valse mélancolique, Allegro non troppo)